# Rio Fericea
O Rio Fericea é um rio da Romênia, afluente do Uria, localizado no distrito de Vâlcea.